# Borgo Velino
Borgo Velino là một đô thị ở tỉnh Rieti trong vùng Latium, có khoảng cách khoảng 70 km về phía đông bắc của Roma và cách khoảng 15 km về phía đông của Rieti. Tại thời điểm ngày 31 tháng 12 năm 2004, đô thị này có dân số 949 người và diện tích là 17,3 km².
Đô thị Borgo Velino có các frazione (đơn vị cấp dưới) Collerinaldo.
Borgo Velino giáp các đô thị: Antrodoco, Castel Sant'Angelo, Cittaducale, Fiamignano, Micigliano, Petrella Salto.